# وادي العلاقي (قرية)
قرية وادي العلاقي هي إحدى القرى التابعة لمركز أسوان في محافظة أسوان في جمهورية مصر العربية.